# Jatropha standleyi
Jatropha standleyi är en törelväxtart som beskrevs av Julian Alfred Steyermark. Jatropha standleyi ingår i släktet Jatropha och familjen törelväxter. Inga underarter finns listade i Catalogue of Life.